# Dragon Ball Z: Budokai
Dragon Ball Z: Budokai (jap. ドラゴンボールZ Doragon Bōru Zetto) – gra komputerowa z gatunku bijatyk wyprodukowana przez Dimps i wydana w 2002 roku przez Atari. Jest to gra oparta na uniwersum Dragon Ball.

## Rozgrywka

### Umiejętności
Każda postać może być opcjonalnie dostosowana przy użyciu 7-częściowego paska umiejętności; gracze mogą wybrać do siedmiu umiejętności i przydzielić je do postaci. Niektóre umiejętności mogą zajmować kilka części paska. Te umiejętności mogą być użyte w trybach World Tournament i Versus.

### World Tournament
World Tournament pozwala graczom rywalizować przeciwko kontrolowanej przez komputer postaci w Turnieju Sztuk Walki.

### Dueling
Tryb Dueling pozwala graczowi walczyć z kontrolowaną przez komputer postacią z ustawionym poziomem umiejętności, lub walczyć z dwoma graczami przy użyciu dostosowalnych umiejętności. Gracz może także oglądać walkę pomiędzy dwoma kontrolowanymi przez komputer wojownikami.

## Oceny gry
Gra zebrała mieszane recenzje. Wersja na PlayStation 2 dostała średnią ocenę 68% opartą na 41 recenzjach według agregatora GameRankings i średnią ocenę 67 ze 100 opartą na 28 recenzjach według Metacritic. Wersja na konsolę GameCube dostała średnią ocenę 66% opartą na 30 recenzjach według GameRankings i 65 ze 100 opartą na 16 recenzjach według Metacritic.
Wielu krytyków narzekało na prosty interfejs i nieprzydatność kombinacji ciosów. Chwalono jednak jakość przerywników filmowych.